# 不文小丈夫之銀座嬉春
《不文小丈夫之銀座嬉春》（英語：Stooges in Tokyo）是1991年上映的一部电影，由葉輝煌执导，張肇麟编剧，黃霑等人出演，该作主要讲述的是三个人想借着去日本的时候寻花问柳，但是最后却人财两空的故事。

## 劇情簡介
有三个公司负责人，他们原本想趁着去日本的时候寻花问柳，结果最后却导致他们人财两空。

## 演员
- 黃霑
- 黃光亮
- 邵傳勇
- 陳奕詩
- 岸居子
- 一野朴川代
- 侯煥玲

## 備註
1. ↑  魏君子. . 中华书局(香港)有限公司. 2019.
2. ↑  沈宏非. . 作家出版社. 2006.
3. ↑  许乐. . 中国电影出版社. 2009.
4. ↑  . 中國傳媒大學出版社. 2007.
5. ↑  李偉儀. . 天地圖書有限公司. 2005.
6. ↑  王向华. . 遠流出版事業股份有限公司. 2008.
7. ↑  門間貴志. . 社会評論社. 1995.

## 相關連結
- 互联网电影数据库（IMDb）上《不文小丈夫之銀座嬉春》的资料（英文）
- 香港影庫上《不文小丈夫之銀座嬉春》的資料（繁體中文）